# النحاس في المبادلات الحرارية
المبادلات الحرارية أجهزة تنقل الحرارة لتحقيق التسخين أو التبريد المطلوبين. يُعد اختيار المواد المناسبة لتوصيل الحرارة ونقلها بسرعة وبشكل فعال عاملًا مهمًّا في تصميم تكنولوجيا المبادلات الحرارية.
يمتلك النحاس العديد من الخصائص المرغوبة للمبادلات الحرارية ذات الكفاءة الحرارية والتي تعيش طويلًا. أول هذه الخصائص وأهمها لناقلية الحرارية الممتازة للنحاس. هذا يعني أن الناقلية الحرارية المرتفعة للنحاس تسمح للحرارة بالمرور عبره بسرعة. تشمل الخصائص الأخرى المحبذة للنحاس في المبادلات الحرارية مقاومته للتآكل، ولتشكل الرواسب، والإجهاد الأعظمي المسموح به للنحاس، والضغط الداخلي الأعظمي المسموح به له، ومتانته على الزحف، ومتانته على التعب، وقساوته، وتمدده الحراري، وحرارته النوعية، وخصائصه المقاومة للميكروبات، ومتانته على الشد، وحد الخضوع الخاص به، ودرجة انصهاره المرتفعة، وقابليته للسبك (مطيليته)، وسهولة تصنيعه، وسهولة لحامه.
يسمح مزيج هذه الخصائص للنحاس بأن يخصص للمبادلات الحرارية في المنشآت الصناعية، وأنظمة التهوية والتدفئة وتكييف الهواء، والمبردات والمشعات الخاصة بالمركبات، والمصارف الحرارية لتبريد الحواسيب، وأقراص التخزين، والتلفزيونات، وشاشات الكمبيوتر، والمعدات الإلكترونية الأخرى. يدخل النحاس أيضًا في صناعة الجزء السفلي من أواني الطبخ عالية الجودة لأن المعدن ينقل الحرارة بسرعة ويوزعها بشكل منتظم.
توجد أيضًا مبادلات حرارة غير نحاسية. ومن بين المواد البديلة الألمنيوم والفولاذ الكربوني والفولاذ المقاوم للصدأ وخلائط النيكل والتيتانيوم.
تركز هذه المقالة على الخصائص النافعة والتطبيقات الشائعة للنجاس في المبادلات الحرارية.

## تاريخ استخدامه
تطورت المبادلات الحرارية التي تستخدم النحاس وخلائطه مع تطور تقنيات انتقال الحرارة على امتداد آخر بضع مئات من السنوات. استُخدمت أنابيب المكثفات النحاسية لأول مرة في عام 1769 للمحركات البخارية. في البداية كانت هذه الأنابيب تُصنع من النحاس غير المخلوط. بحلول عام 1870، استُخدم معدن مونتز، وهو خليطة نحاس أصفر تتكون من 60% نحاس و40% زنك، للمكثفات المستخدمة في التبريد بمياه البحر. استُخدم النحاس الأصفر المقوى (نحاس البحرية)، وهو خليطة نحاس أصفر تتكون من نحو 70% نحاس و30% زنك مضاف إليها 1% من القصدير لتعزيز مقاومتها للتآكل، للخدمات البحرية بدءًا من عام 1890. بحلول عشرينيات القرن العشرين، طُورت خليطة تتكون من 70% نحاس و30% نيكل للمكثفات البحرية، وبعدها بقليل طُورت خليطة نحاس تحتوي 2% منغنيز و2% حديد لأجل مقاومة أفضل للتآكل. توفرت خليطة تتكون من 90% نحاس و10% نيكل لأول مرة في خمسينيات القرن العشرين، وذلك لأنابيب المياه البحرية في البداية. هذه الخليطة هي الأكثر استخدامًا حاليًّا بين خلائط النحاس-نيكل في المبادلات الحرارية البحرية.
تُصنع اليوم وشائع محركات البخار، والمبخرات، والمكثفات من النحاس وخلائطه. تُستخدم هذه المبادلات الحرارية في أنظمة تكييف الهواء وأنظمة التبريد، وفي أنظمة التسخين والتبريد الصناعية والمركزية، وفي المشعات وخزانات تسخين الماء وأنظمة التدفئة تحت الأرضية.
يمكن تصنيع المبادلات الحرارية النحاسية بأنابيب نحاس مع ريش ألمنيوم، أو خلائط النحاس والنيكل، أو يمكن صناعتها بأكملها من النحاس. يمكن وضع عدة طلاءات لتحسين مقاومة التآكل للأنابيب والريش.

## الخصائص المفيدة للمبادلات الحرارية النحاسية

### الناقلية الحرارية
الناقلية الحرارية أو الموصلية الحرارية (يُرمز لها بالرمز k أو λ أو κ) هي مقياس لقابلية المادة لتوصيل الحرارة. يحدث انتقال الحرارة في المواد ذات الناقلية الحرارية المرتفعة بمعدل أسرع منه في المواد ذات الناقلية الحرارية المنخفضة. في النظام الدولي للوحدات (إس آي) تُقاس الناقلية الحرارية بالواط للمتر كلفن (واط/(م×ك)). أما في النظام البريطاني للقياس (الوحدات الإمبراطورية) فتقاس الناقلية الحرارية بالوحدة الحرارية البريطانية لكل (ساعة×قدم×فهرنهايت).
للنحاس ناقلية حرارية قدرها 231 و.ح.ب/(سا×ق×ف). وهذا أعلى من كل المواد باستثناء الفضة، وهي معدن ثمين. ناقلية النحاس الحرارية أفضل بنسبة 60% من ناقلية الألمنيوم وبنسبة 3000% من الفولاذ المقاوم للصدأ.

### مقاومة التآكل
مقاومة التآكل أمر جوهري في تطبيقات انتقال الحرارة أينما وُجدت الموائع، كما في سخانات المياه، والمشعات، ...إلخ. المادة الوحيدة الرخيصة التي تمتلك مقاومة مماثلة لمقاومة النحاس للتآكل هي الفولاذ المقاوم للصدأ. ولكن الناقلية الحرارية للفولاذ المقاوم للصدأ أصغر بثلاثين مرة منها للنحاس. لا تناسب أنابيب الألمنيوم تطبيقات مياه الشرب أو المياه غير المعالجة لأنه يتآكل عند درجة حموضة pH<7.0 ويطلق غاز الهيدروجين.
يمكن وضع أغشية واقية للسطح الداخلي لخليطة نحاس لزيادة مقاومة التآكل. يتكون الغشاء في بعض التطبيقات من الحديد. في مكثفات محطات توليد الطاقة تُستخدم أنابيب مزدوجة تتكون من طبقة تيتانيوم داخلية مع طبقة خارجية من خلائط النحاس-النيكل. يسمح هذا باستخدام الخواص الميكانيكية والكيميائية المفيدة للنحاس (كالخواص المتعلقة بالإجهاد والتآكل والتشقق، وعدم التفاعل مع الأمونيا) إلى جانب مقاومة التيتانيوم الممتازة للتآكل. يمكن استخدام أنبوب مزدوج ببطانة من الألمنيوم والنحاس الأصفر أو بطانة من خلائط النحاس-النيكل مع طبقة خارجية من الفولاذ المقاوم للصدأ أو الفولاذ الكربوني المتوسط للتبريد في مصافي النفط والصناعات البتروكيميائية.